# 加美乃素日曜劇場
『加美乃素日曜劇場』（かみのもとにちようげきじょう）は、1958年3月から1968年12月まで日本テレビ系列局が編成していた単発特別番組枠である。加美乃素本舗の一社提供。

## 概要
それまで日本テレビほか4局が編成していた『ナショナルサンデープレゼント 日曜テレビ観劇会』が、KRT（現・TBS）系列でのネットへ移行・改題するのを受けてスタートした枠。『日曜テレビ観劇会』と同様に、松竹新喜劇や明治座など様々な舞台の中継を行っていた。回によっては歌謡番組を放送することもあった。
当初は日本テレビが単独で製作していたが、後に読売テレビとの共同製作へ移行した。

## 編成時間
基本的には日曜 13:15 - 14:30 （日本標準時）に編成されていたが、『日曜テレビ観劇会』と同じく放送番組の内容に合わせて変動していた。回によっては、直後の時間帯に編成されていた『（東芝）サンデープレゼント』と放送枠を丸々交換することもあった。また、プロ野球中継（オープン戦・開幕戦・日本シリーズ）が行われる日には休止していた。

## 出演者
- 藤山寛美
- 2代目渋谷天外
- 村田英雄
- ほか多数

## 放送番組
- 歌をあなたに（1960年10月15日、読売テレビ製作）
- 松竹新喜劇 花の古傷（1961年5月7日、読売テレビ製作）
- 明治座中継 明治大帝（1962年10月14日、日本テレビ製作）
- コロムビア花のステージ（1963年4月5日、日本テレビ製作） - この日にはプロ野球中継が行われる予定だったが、中止になった。
- 松竹新喜劇 ふるさとに橋あり（1964年5月10日、読売テレビ製作）
- 村田英雄のすべて（1965年5月10日、読売テレビ製作）
- 扇子一本（1966年5月8日、日本テレビ製作）
- 松竹新喜劇 似ている女（1967年4月23日、読売テレビ製作）
- 松竹新喜劇 下積の石（1967年10月29日、読売テレビ製作）
- 世界大魔法団（1968年5月5日、日本テレビ製作）
- ほか

## ネット局
- 日本テレビ
- 北日本放送[1]